# NGC 6195
NGC 6195 est une vaste galaxie spirale relativement éloignée et située dans la constellation d'Hercule. Sa vitesse par rapport au fond diffus cosmologique est de 9 005 ± 3 km/s, ce qui correspond à une distance de Hubble de 132,8 ± 9,3 Mpc (∼433 millions d'al). NGC 6195 a été découverte par l'astronome britannique William Herschel en 1791.
La classe de luminosité de NGC 6195 est II et elle présente une large raie HI. Selon la base de données Simbad, NGC 6195 est une galaxie LINER, c'est-à-dire une galaxie dont le noyau présente un spectre d'émission caractérisé par de larges raies d'atomes faiblement ionisés.
NGC 6195 fait partie de l'amas de galaxies Abell 2199.
À ce jour, quatre mesures non basées sur le décalage vers le rouge (redshift) donnent une distance de 143,000 ± 8,367 Mpc (∼466 millions d'al), ce qui est à l'intérieur des valeurs de la distance de Hubble.

## Supernova
La supernova SN 1975K a été découverte dans NGC 6195 le 9 août 1975 par l'astronome américain Charles Kowal. Le type de cette supernova n'a pas été déterminé.